# Triuridaceae
Triuridaceae is een botanische naam, voor een familie van eenzaadlobbigen. Een familie onder deze naam wordt de laatste decennia met enige regelmaat erkend door systemen voor plantentaxonomie.
Hieronder zijn het APG II-systeem (2003), dat haar in de orde Pandanales plaatst en het APG-systeem (1998), dat haar niet in een orde plaatste. Cronquist (1981) plaatste haar in zijn orde Triuridales.
Het gaat om een familie van een aantal tientallen soorten kruidachtige planten in minder dan een dozijn genera. Het zijn opmerkelijke planten, of juist niet (ze worden vaak over het hoofd gezien), met weinig of geen bladgroen, en eigenlijk ook niet veel blad. Ze zijn vaker rood dan groen en worden meestal niet groot.
Volgens de revisie van H. Maas-van de Kamer & T.Weustenfeld (1998) bestaat de familie uit negen genera:
- Andruris
- Hyalisma
- Lacandonia
- Peltophyllum (synoniem: Hexuris)
- Sciaphila (synoniem: Hyalisma)
- Seychellaria
- Soridium
- Triuridopsis
- Triuris (synoniem: Lacandonia)

Het belangrijkste genus zal Sciaphila zijn.